# Карась, Василий Григорьевич
Василий Григорьевич Карась (бел. Васіль Рыгоравіч Карась; род. 1911, Волоки Хойникский район — 13 ноября 1943, Хойники) — командир партизанского отряда имени В. И. Чапаева, председатель колхоза «Чырвоны сцяг» (с 1938), помощник прокурора (с 1940).

## Биография
Родился в 1911 году в деревне Волоки Хойникского района Полесской области БССР (ныне — Хойники Гомельской области Беларуси). Белорус.
До войны работал бригадиром, обучался в Гомельской советско-партийной школе, после возглавлял Волокский сельский Дом социалистической культуры. Позже был председателем колхоза «Чырвоны сцяг». С марта 1940 года — помощник прокурора Хойникской районной прокуратуры.
Участник партизанского движения на территории Гомельской области. С марта 1943 года — командир отдельного партизанского отряда имени В. И. Чапаева, а с августа 1943 года — член Хойникского подпольного районного комитета КП(б)Б.
Погиб 13 ноября 1943 года в результате несчастного случая.

## Семья
Супруга Софья, пятеро детей. Погибли.

## Награды и звания
- Орден Красного Знамени[1].

## Память
- В честь В. Г. Карася названа одна из улиц в городе Хойники (Гомельская область)[2].
- В честь В. Г. Карася открыт памятный знак в городе Хойники (15.06.2022)[3]. Установлен на здании одноимённой улицы[4].